# Physics Today
Physics Today — ежемесячный научный журнал, издаваемый Американским институтом физики.
Журнал учреждён в 1948 году.

## Содержание журнала
Несмотря на то, что содержание журнала является строгим с научной точки зрения и отражает последние достижения физики, он не является истинно научным журналом, поскольку является вторичным источником информации. Основная цель журнала — издание обзорных аналитических статей, рассказывающих о новейших исследованиях в форме, доступной для неспециалиста.
Кроме научных статей журнал публикует исторические очерки, например, о развитии физики в Советском Союзе и Китае, а также о «звёздных войнах» 1980-х годов.
Журнал издаётся также в электронной версии Physics Today Online